# Secret Lake
Secret Lake är en sjö i Antarktis. Den ligger i Västantarktis. Argentina, Chile och Storbritannien gör anspråk på området. Secret Lake ligger 100 meter över havet.